# 上湖 (埃爾夫特施塔特)
50°48′35″N 6°50′19″E / 50.809724°N 6.838494°E

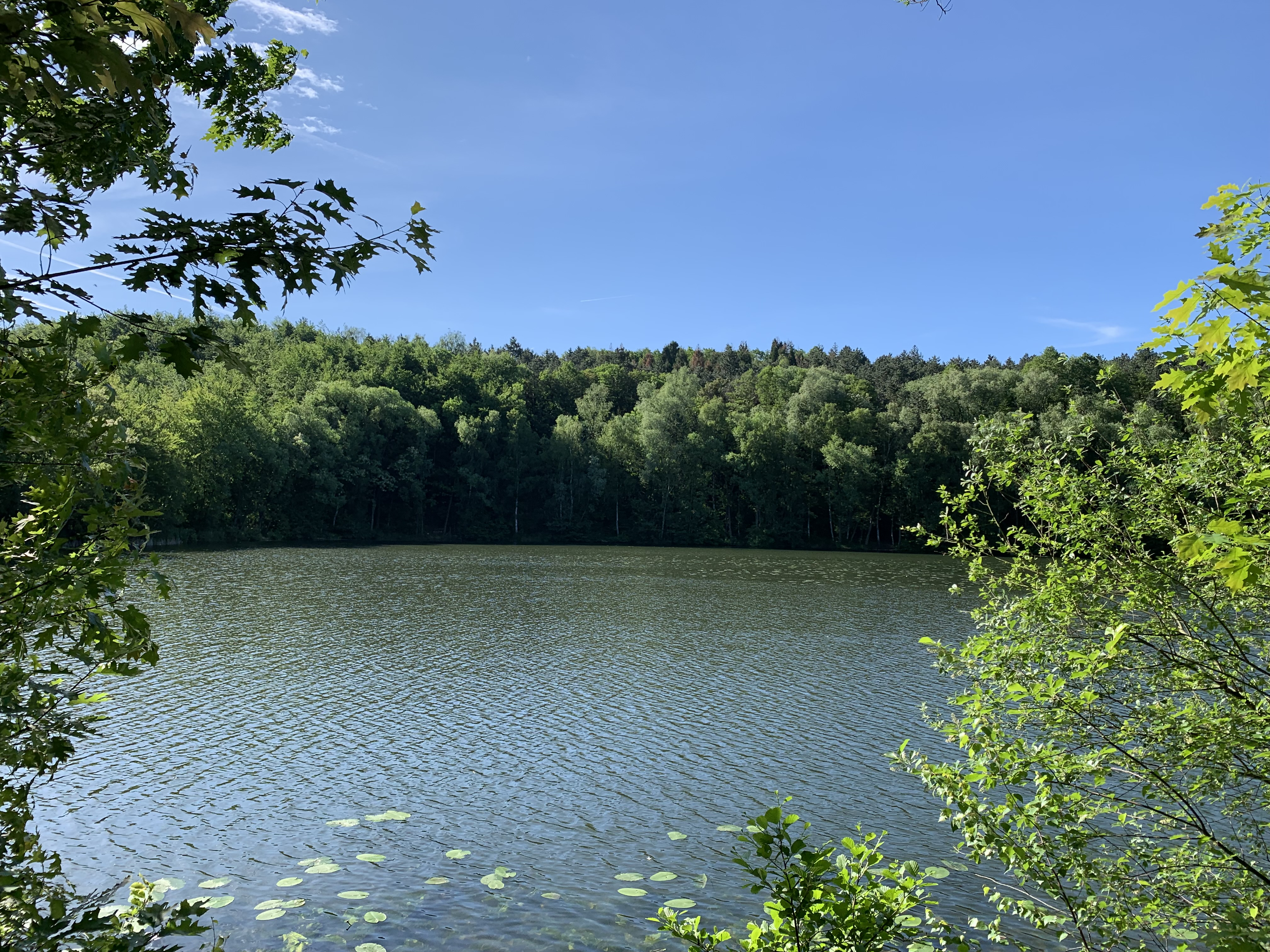

上湖（德語：Obersee），是德國的湖泊，位於該國西部，由北萊茵-威斯特法倫州負責管轄，處於埃爾夫特施塔特，長0.4公里、寬0.2公里，面積0.05平方公里，海拔高度105米，平均水深1.5米，最大水深3.5米。